# The Imperial (Mumbai)
The Imperial é um complexo de duas torres gêmeas residenciais localizadas em Mumbai, Índia.
Foram inauguradas em 2010.

## Galeria

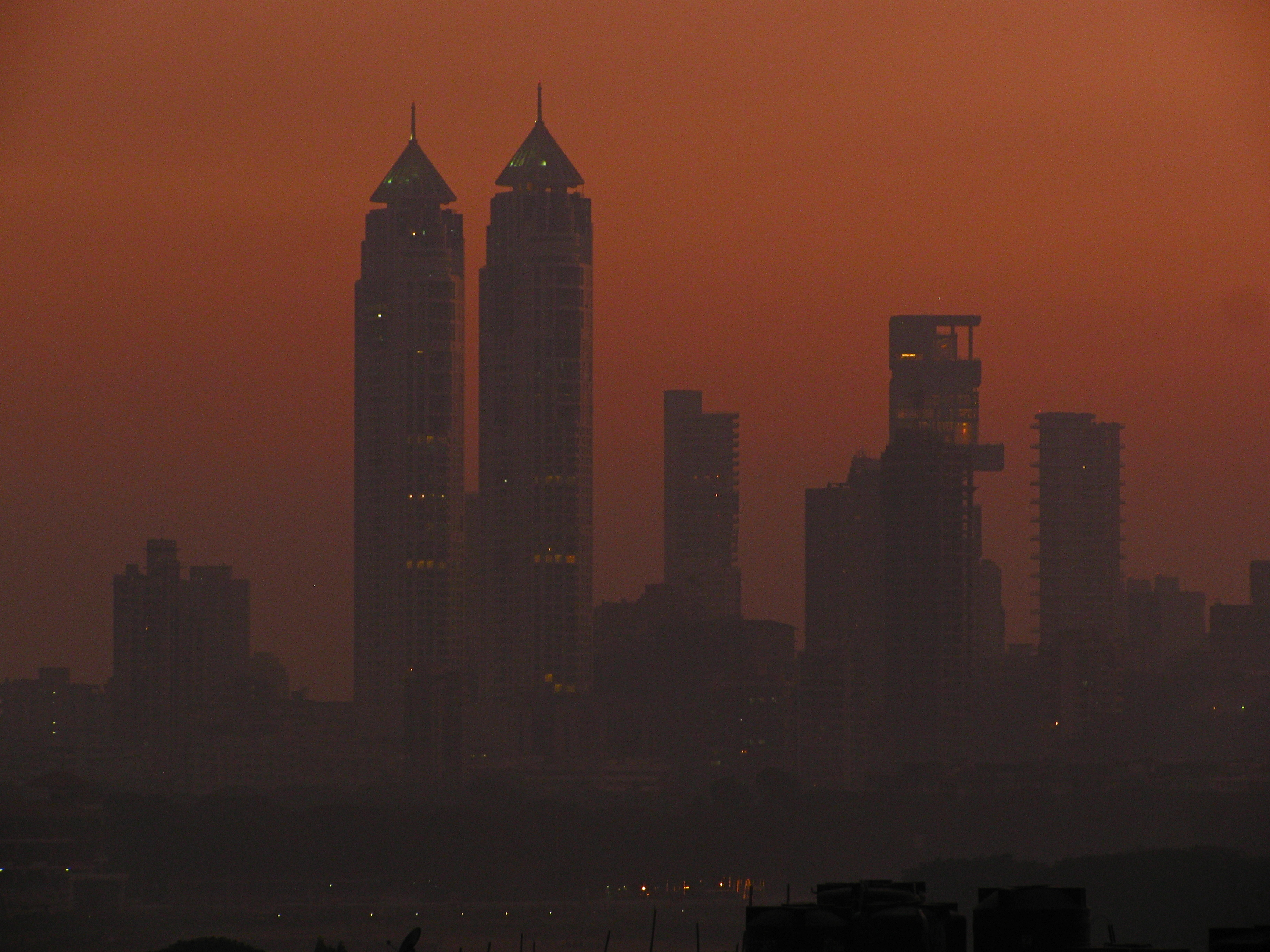
The Imperial Towers
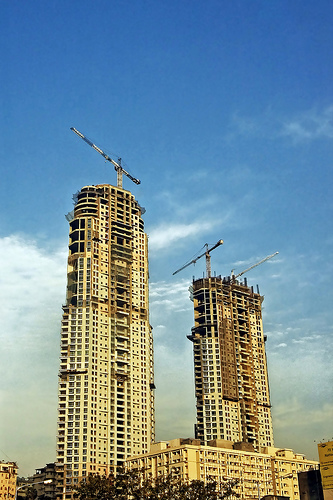
The Imperial Towers durante a construção
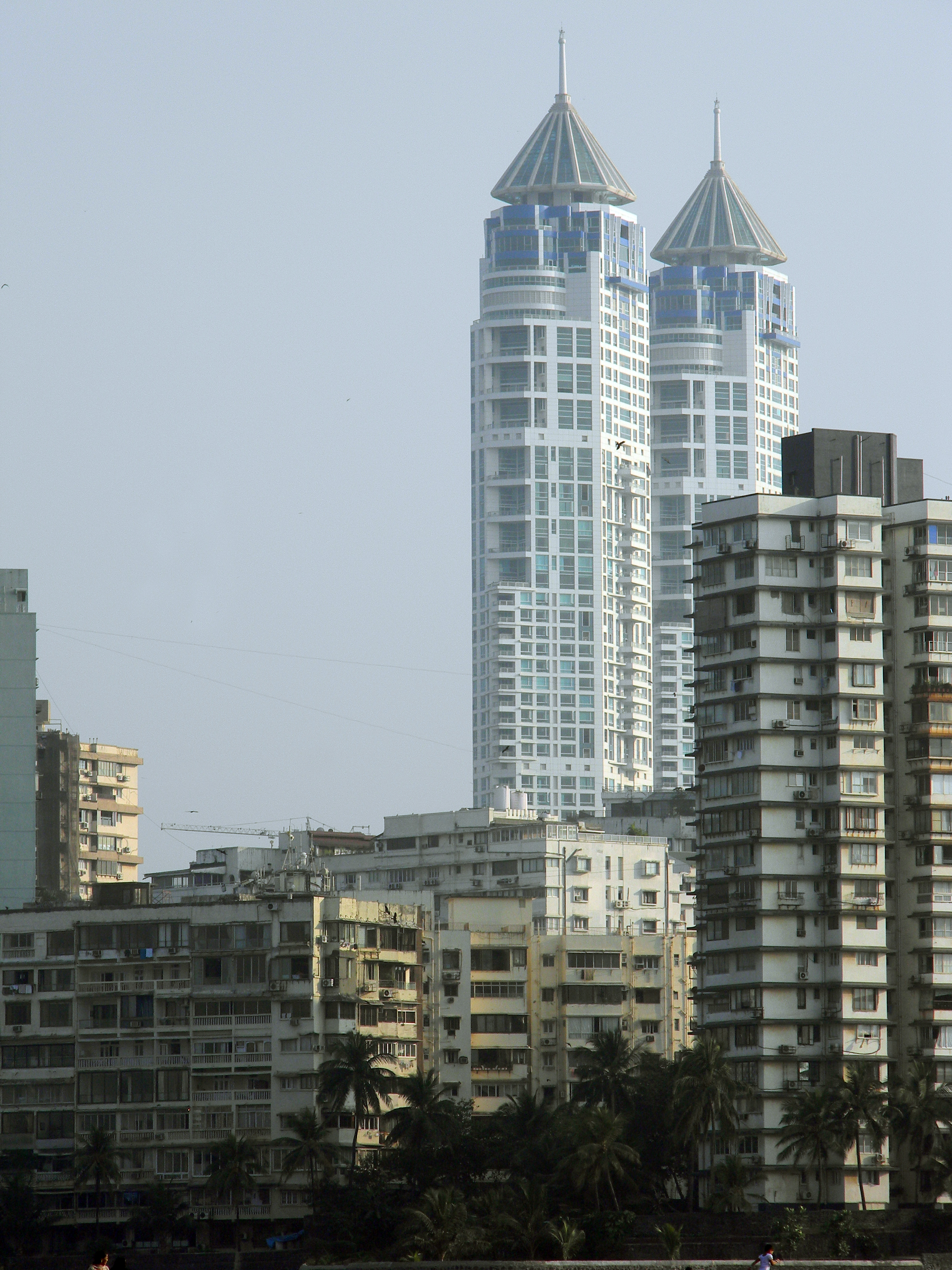
The Imperial Towers vistas de Haji Ali, Mumbai
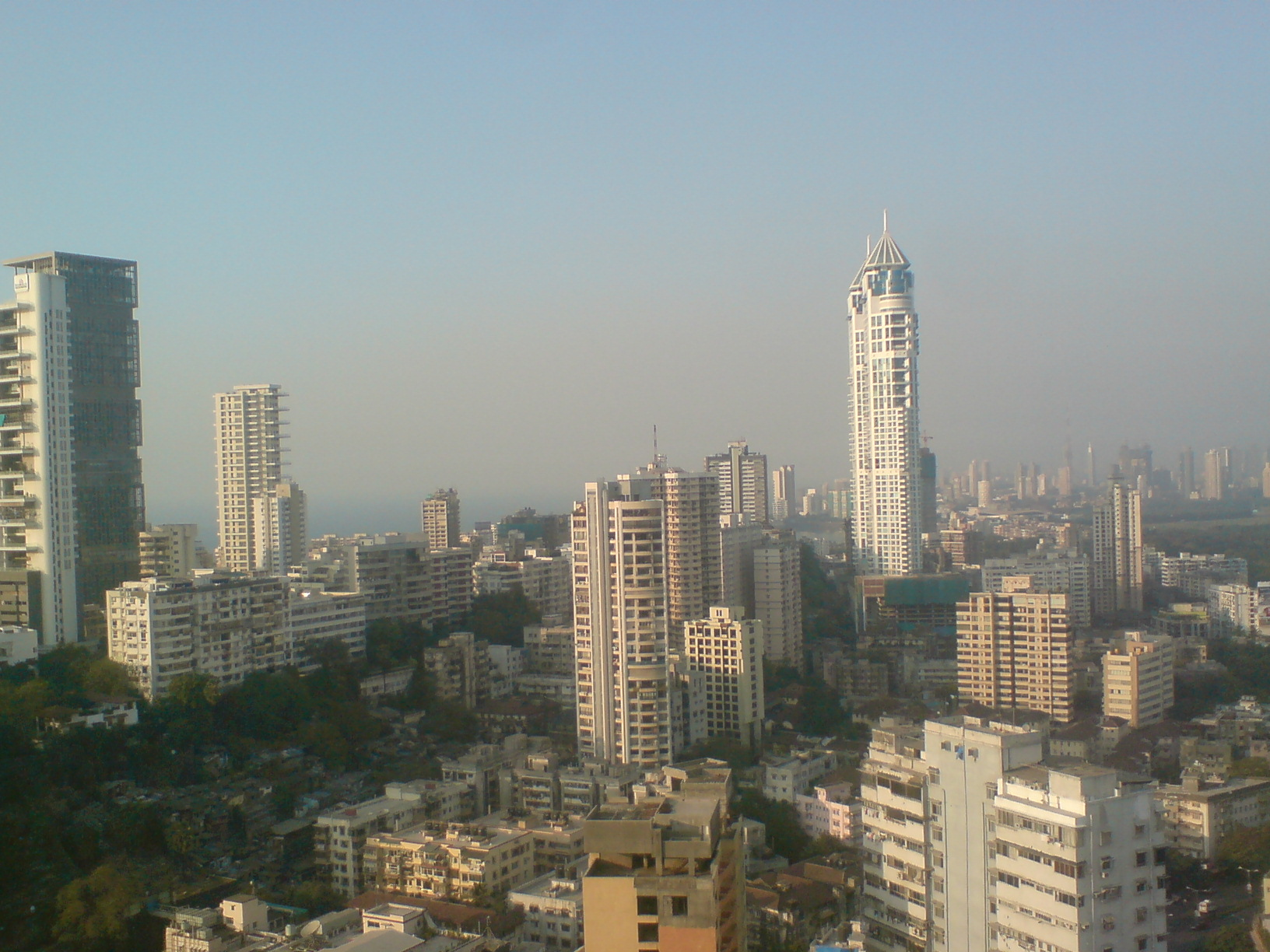
The towers rodeadas por outras torres